# 니콜라이 메트네르

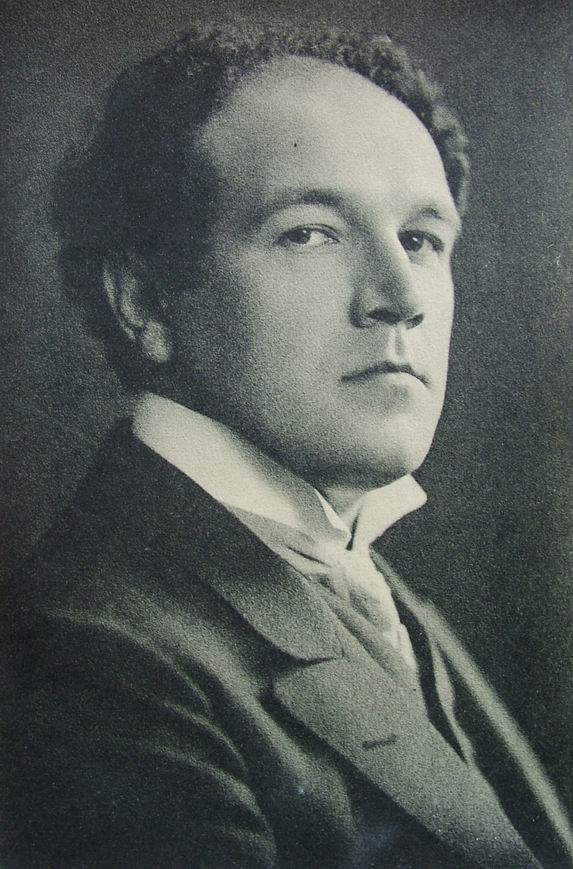

니콜라이 카를로비치 메트네르(러시아어: Никола́й Ка́рлович Ме́тнер, 1880년 1월 5일 ~ 1951년 11월 13일)는 러시아의 작곡가이자 피아니스트이다. 
세르게이 라흐마니노프와 알렉산드르 스크랴빈과 동시대에 살았던 그는 피아노곡을 중심으로 다수의 작품을 만들었다. 그의 작품은 열네 개의 피아노 소나타, 세 개의 바이올린 소나타, 세 개의 피아노 협주곡, 피아노 오중주 다장조, 다수의 가곡 등이 있다. 

## 관련 논문
- 최란, 〈메트너 제1번 피아노 협주곡 작품33에 대한 연구〉, 서울대학교 대학원 음악과 피아노 전공 석사학위논문, 2009년 2월
- 구민희, 〈메트너의 음악에 나타나는 시와 음악의 상관관계 연구- <밤바람 소나타>를 중심으로〉, 《음악교수법연구》 20-2, 한국피아노교수법학회, 2019년
- 조인영, 〈N. Medtner Sonata for Violin and Piano No. 2 in G Major Op. 44 작품 분석 연구 및 연주 방향 고찰〉, 서울대학교 대학원 음악과 바이올린 전공, 2020년 2월
- 노인희, 〈N. 메트너(1880-1951)의 음악관과 피아노 음악 분석: 성격 소품 ‘메르헨’을 중심으로〉, 한세대학교 대학원 음악과 피아노 전공 박사학위 논문, 2021년 8월
- 전소현, 〈메트너(Nikolai Medtner)의 피아노 음악 연구 : 《잊혀진 선율》(Forgotten Melodies) Op. 38, Op. 39, Op. 40을 중심으로〉, 이화여자대학교 대학원 음악학부 박사학위 논문, 2024년 8월